# Chevrolet Classic Six
Chevrolet Classic Six – samochód osobowy produkowany pod amerykańską marką Chevrolet w latach 1911–1913.

## Galeria

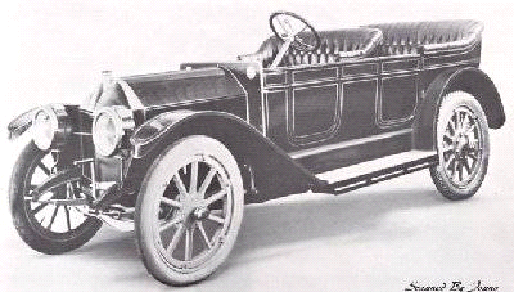
Chevrolet Classic Six
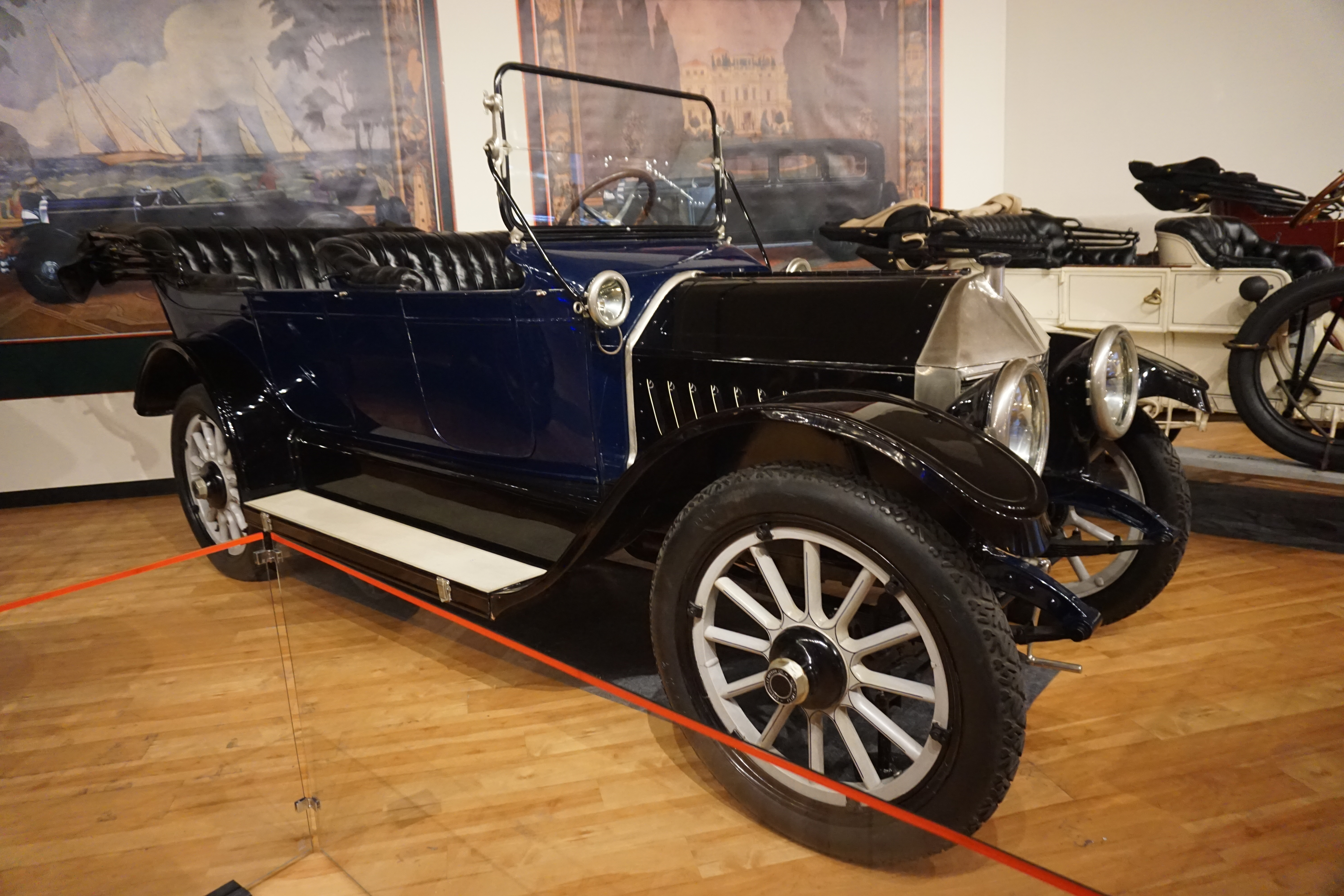
Chevrolet Classic Six